# Kim Milton Nielsen
Kim Milton Nielsen (ur. 3 sierpnia 1960 roku w Kopenhadze) – duński sędzia piłkarski.

## Kariera sędziowska
W swojej karierze sędziował kilkadziesiąt meczów Ligi Mistrzów (w tym finał FC Porto – AS Monaco w 2004 roku), mecze Pucharu UEFA, mecze Euro 1996, Euro 2000, Euro 2004 oraz Mistrzostwa Świata 1998 i 2002. Zakończył karierę w 2006 roku po wprowadzeniu przez UEFA limitu wieku dla sędziów (do 45 lat). Sędziował również mecz Real Madryt – Wisła Kraków w eliminacjach Ligi Mistrzów oraz mecz Anglia – Polska w eliminacjach Mistrzostw Świata 2006.

## Kontrowersje
Na mundialu we Francji, w meczu 1/8 finału Anglia – Argentyna, Nielsen dał Davidowi Beckhamowi czerwoną kartkę za kontrowersyjne starcie Anglika z Diego Simeone. Na Wyspach wydarzenie to wywołało ogromne kontrowersje wśród kibiców. Mecz zakończył się zwycięstwem Argentyny w rzutach karnych.